# Oceania

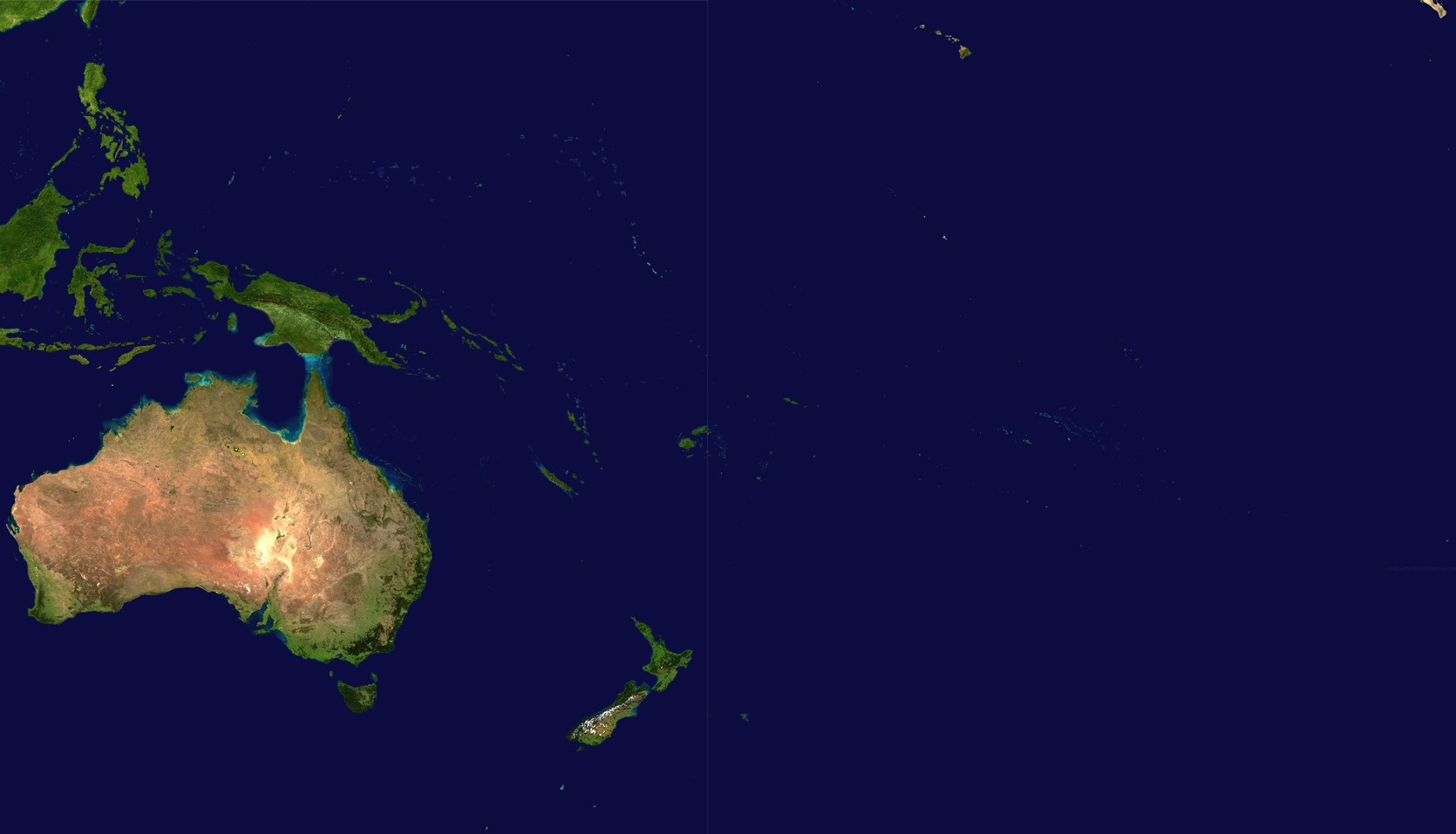
Imagine satelitară a Oceaniei.

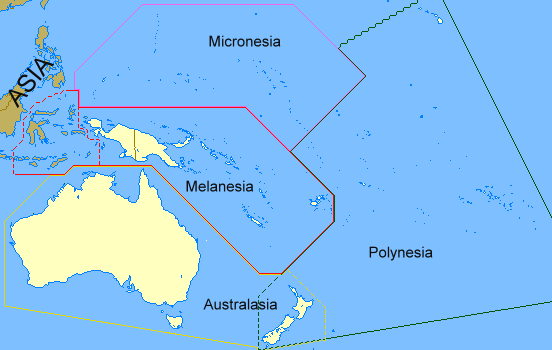
Cele cinci mari ansambluri ale Oceaniei.

Oceania este numele dat ansamblului insulelor din Oceanul Pacific împreună cu apele lor teritoriale. În general, această denumire se referă la Polinezia (inclusiv Noua Zeelandă) inițial populată de māori, Melanezia (inclusiv Papua Noua Guinee) și Micronezia), iar uneori, și țări ca Australia sau Malaysia.

## Introducere
Deși insulele Oceaniei nu formează un continent în adevăratul sens al cuvântului, Oceania este uneori asociată cu insula-continent Australia, din tendința de a împărți tot Pământul în grupări continentale.
În ecologie, Oceania este una dintre cele opt ecozone terestre, zone care constituie cele mai mari regiuni ecologice de pe planetă. Ecozona Oceaniei este formată din toată Micronezia, Fiji și toată Polinezia (cu excepția Noii Zeelande). Noua Zeelandă, împreună cu Papua Noua Guinee, Australia, Insulele Solomon și Noua Caledonie, constituie o ecozonă separată, și anume Ecozona Australasia.
În geonomie, Oceania este un laborator al viitorului devreme ce lumea insulară, mai fragilă dar mai ușor de observat, de studiat și de îngrijit prin soluții inovante pe planul agricol, halieutic și energetic, este deja afectată foarte vizibil de suprapopulație, de încălzirea climei, de întețirea taifunurilor, de ridicarea nivelului mării, de eroziunea solului, de vulcanism, de dispariția speciilor endemice și de proliferarea celor invazive. Ca atare, Oceania apare ca o prefigurare a problemelor și soluțiilor pentru întreaga planetă.
În Oceania, nicio țară nu are granițe terestre (cu excepția frontierei trasate în insula Noua Guinee între partea independentă și partea Indoneziană).

## Regiuni și țări
Împărțirea tradițională a Oceaniei în Micronezia, Melanezia și Polinezia (după francezul Dumont d'Urville, în 1831) nu mai este considerată ca fiind corespunzătoare cu realitatea geografică-lingvistică de majoritatea geografilor și oamenilor de știință, dar este încă cea mai folosită din motive practice :
| Numele regiunii sau teritoriului cu drapel1 | Suprafață (km²) | Populație  | Densitate (loc./km²) | Capitală         |  |
| ------------------------------------------- | --------------- | ---------- | -------------------- | ---------------- |  |
| Australasia                                 |                 |            |                      |                  |  |
| Australia                                   | 7.686.850       | 22.028.000 | 2,7                  | Canberra         |  |
| Noua Zeelandă2                              | 268.680         | 4.108.037  | 14,5                 | Wellington       |  |
| Teritorii externe australiane:              |                 |            |                      |                  |  |
| Insulele Ashmore și Cartier                 | 199             |            |                      |                  |  |
| Insula Crăciunului                          | 135             | 1,493      | 3.5                  | Flying Fish Cove |  |
| Insulele Cocos                              | 14              | 628        | 45,1                 | West Island      |  |
| Insulele Mării de Coral                     | 10              | 4          |                      |                  |  |
| Insula Heard și Insulele McDonald           | 372             |            |                      |                  |  |
| Insula Norfolk                              | 35              | 2.114      | 53,3                 | Kingston         |  |
| Melanezia3                                  |                 |            |                      |                  |  |
| Fiji                                        | 18.270          | 856.346    | 46,9                 | Suva             |  |
| Noua Caledonie (Franța)                     | 19.060          | 240.390    | 12,6                 | Nouméa           |  |
| Papua Noua Guinee4                          | 462.840         | 5.172.033  | 11,2                 | Port Moresby     |  |
| Insulele Solomon                            | 28.450          | 494.786    | 17,4                 | Honiara          |  |
| Vanuatu                                     | 12.200          | 240.000    | 19,7                 | Port Vila        |  |
| Micronezia                                  |                 |            |                      |                  |  |
| Statele Federate ale Microneziei            | 702             | 135.869    | 193,5                | Palikir          |  |
| Guam (SUA)                                  | 549             | 160.796    | 292,9                | Hagåtña          |  |
| Kiribati                                    | 811             | 96.335     | 118,8                | South Tarawa     |  |
| Insulele Marshall                           | 181             | 73.630     | 406,8                | Majuro           |  |
| Nauru                                       | 21              | 12.329     | 587,1                | Yaren (de facto) |  |
| Comunitatea Insulelor Mariane de Nord (SUA) | 477             | 77.311     | 162,1                | Saipan           |  |
| Palau                                       | 458             | 19.409     | 42,4                 | Melekeok         |  |
| Insula Wake (SUA)                           | 2               | 12         |                      |                  |  |
| Polinezia                                   |                 |            |                      |                  |  |
| Samoa Americană (SUA)                       | 199             | 68.688     | 345,2                | Pago Pago        |  |
| Insulele Cook (Noua Zeelandă)               | 240             | 20,811     | 86.7                 | Avarua           |  |
| Insula Paștelui (Chile)                     | 163,6           | 3.791      | 23,1                 | Hanga Roa        |  |
| Polinezia Franceză (Franța)                 | 4.167           | 257.847    | 61,9                 | Papeete          |  |
| Hawaii (SUA)                                | 16.636          | 1.360.301  | 81,8                 | Honolulu         |  |
| Niue (Noua Zeelandă)                        | 260             | 2.134      | 8,2                  | Alofi            |  |
| Insulele Pitcairn (Regatul Unit)            | 5               | 47         | 10                   | Adamstown        |  |
| Samoa                                       | 2.944           | 179.000    | 63,2                 | Apia             |  |
| Tokelau (Noua Zeelandă)                     | 10              | 1.431      | 143,1                | Nukunonu         |  |
| Tonga                                       | 748             | 106.137    | 141,9                | Nuku'alofa       |  |
| Tuvalu                                      | 26              | 11.146     | 428,7                | Funafuti         |  |
| Wallis și Futuna (Franța)                   | 274             | 15.585     | 56,9                 | Mata-Utu         |  |
| Total                                       | 8.536.716       | 35.669.267 | 4,2                  |                  |  |
| Total fără Australia continentală           | 849.866         | 13.641.267 | 16,1                 |                  |  |

## Alte sensuri
În romanul „O mie nouă sute optzeci și patru”, de George Orwell, de la 1949, Oceania este unul dintre cele trei superstate, care își dispută supremația în lume, alături de Eurasia și de Estasia.